# Amt Balster
Das Amt Balster war ein königlich-preußisches Domänenamt, das 1734 gebildet worden war. Das nicht zusammen hängende Amtsgebiet lag im damaligen Dramburgischen Kreis der Neumark der Mark Brandenburg, ab 1816 im Kreis Dramburg der preußischen Provinz Pommern. Es liegt heute im Powiat Drawski in der Woiwodschaft Westpommern. Amtssitz war in Balster (heute Biały Zdrój). Das Amt Balster wurde um 1840 aufgelöst.

## Geschichte
Am 4. November 1734 kaufte der Kurfürst und König in Preußen Friedrich Wilhelm I. für den Prinzen August Wilhelm die Besitzungen des (damaligen) Oberst (und späteren Generalfeldmarschalls) Friedrich Leopold von Geßler (1688–1762) im Dramburgischen Kreis der Neumark und bildete daraus das Amt Balster. Er tauschte es 1737 mit dem Amt Waltersdorf, das dem Kronprinzen Friedrich (der spätere Friedrich der II.) gehörte. Er verleibte das Amt Waltersdorf der Herrschaft Königs Wusterhausen ein. Amtssitz war in dem Dorf Balster. In der Kreisreform von 1816 wurden der Kreis Dramburg und der Kreis Schivelbein an den Regierungsbezirk Köslin und damit an die Provinz Pommern überwiesen.
Zu Trinitatis 1822 wurde das Amt Balster neu verpachtet. Die Größe der beiden Vorwerke wird für Balster mit 2862 Morgen und 164 Quadratruten Äcker, 18 Morgen und 103 Quadratruten Gärten, 222 Morgen und 60 Quadratruten Wiesen, 111 Morgen und 52 Quadratruten Hütung und 219 Morgen und 70 Quadratruten Gewässer und Unland. Die Größenangaben für Ankrow lauten: 775 Morgen und 142 Quadratruten Acker, 6 Morgen und 67 Quadratruten Gärten, 48 Morgen und 4 Quadratruten Wiesen und 40 Morgen und 70 Quadratruten Hütung. Ab 1836 wird es im Handbuch über den königlich preussischen Hof und Staat als Rentamt bezeichnet und quasi aufgelöst. Ab 1839 wurden die Rent-Ämter Balster, Draheim und Sabin in Tempelburg (Czaplinek) gemeinsam verwaltet. Am 1859 taucht der Begriff „Rentamt Balster“ nicht mehr auf.

## Zugehörige Orte
- Ankrow, Vorwerk (existiert nicht mehr, lag hier )
- Balster (Biały Zdrój), Dorf und Amtssitzvorwerk
- Alt Körtnitz (Stara Korytnica), Dorf
- Gutsdorf (Cybowo), Dorf
- Kietz bei Kallies (heute Kalisz Pomorski), entstand 1769/71 durch Abbau des Amtsvorwerkes[5]
- Alt Lobitz(heute Łowicz Wałecki), Dorf, anteilig eine Hälfte
- Wildforth (Prostynia), Vorwerk

Mit Wirkung ab 1. April 1830 wurde das bisherige Justizamt Balster mit dem neu organisierte Stadtgericht Callies verbunden.

## Amtleute
- 1767 Ernst Wilhelm Crisenius, Amtmann und Generalpächter[7]
- 1770 Ernst Wilhelm Crisenius, Amtmann und Generalpächter[8]
- 1775 Johannes Friedrich Quandt, Amtmann und Generalpächter[9]
- 1798 Quandt, Amtmann[10]
- 1814 Quandt[11]
- 1821 Quandt, Beamter[12]
- 1824 Peters, Oberamtmann[13]
- 1832 Peters, Oberamtmann[14]
- 1834 Peters, Oberamtmann (wird nun als Intendantur- und Rentamt bezeichnet)[15]
- 1836 Hartwig, Bürgermeister in Kallies, wird unter Rentämter aufgeführt[3]
- 1839 Bartholomäus in Tempelberg (für die Rent-Ämter Balster, Draheim und Sabin)[4]
- 1848 (für die Rent-Ämter Balster, Draheim und Sabin) Bartholomäus in Tempelburg[16]
- 1854 (für die Rent-Ämter Balster, Draheim und Sabin) Bartholomäus in Tempelburg
- 1856 (für die Rent-Ämter Balster, Draheim und Sabin) Bartholomäus in Tempelburg[17]
- 1856 (für die Rent-Ämter Balster, Draheim und Sabin) Bartholomäus in Tempelburg[18]
- 1868 (für Domänen-Polizeiamt Balster) Lange in Virchow[19]